# Ludmila Ananko
Ludmila Arkadievna Ananko (en russe : Людмила Аркадьевна Ананько), née le 19 avril 1982 à Grodno, en RSS de Biélorussie (Union soviétique), est une biathlète biélorusse active dans les années 2000. Médaillée de bronze en relais aux Championnats du monde 2005, elle termine quatrième de la même épreuve aux Jeux olympiques de 2006.

## Palmarès

### Championnats du monde
- Médaille de bronze en relais aux Championnats du monde 2005.

### Coupe du monde
- Meilleur classement général : 35e en 2007.
- Meilleur résultat individuel : 6e.
- 3 podiums en relais.

### Championnats du monde junior
- 1 médaille d'or : sprint en 2003.
- 3 médailles d'argent : poursuite en 2001, sprint en 2002, individuelle en 2003.

### Championnats du monde de biathlon d'été
- Médaille d'or du relais en 2003.